# Colophon haughtoni
Colophon haughtoni là một loài bọ cánh cứng thuộc họ Lucanidae. Nó là loài đặc hữu của Nam Phi.